# Solea aegyptiaca
La sogliola egiziana (Solea aegyptiaca) è un pesce di mare della famiglia Soleidae, molto simile alla sogliola comune.

## Distribuzione e habitat
Si conosce molto poco della distribuzione di questa specie perché è stata confusa per lungo tempo con la sogliola. Pare limitata al mar Mediterraneo di cui sarebbe endemica ed è più diffusa nella parte meridionale di questo bacino anche se ci sono segnalazioni dal mar Adriatico e dal golfo del Leone..
 Frequenta gli stessi habitat della congenere.

## Descrizione
Si distingue dalla sogliola comune solo in base ad alcuni particolari anatomici e della livrea:
- la membrana che unisce la pinna caudale alle pinne anale e dorsale è ridotta mentre è di solito ben sviluppata nella sogliola
- il corpo è disseminato di punti azzurri, come nella sogliola del Senegal, da cui la distingue il colore delle pinne pettorali
- le pinne pettorali sono chiare nella metà interna e nere in quella esterna
- la pinna caudale è priva del bordo scuro
- le dimensioni sono più piccole, fino ad un massimo di 30 cm.

## Biologia
Del tutto simile a quelle della sogliola.

## Tassonomia
È da alcuni ittiologi considerata sottospecie di Solea solea.